# Икона
 Тази статия е за портретното изображение.  За други значения вижте Икона (пояснение).  
Иконата (от гр. εικών – образ, портрет, изображение, олицетворение) е изображение или картина; портрет на обект, предназначен да изразява, представя или да осъществява аналогия с нещо, както в семиотиката; в християнската традиция – отражение на нещо, което действително съществува, нещо с „битие“.
В Стария завет думата се употребява в смисъла на изображение на нещо с битие, на което се отдават почести. В Новия завет има значение на образ – образ върху монета, образ Божи и др., т.е. има значението на нещо, което прилича на истински предмет, нещо, което изобразява.
В по-тесен смисъл в християнството иконата представлява изображение, произведение на изкуството, изработено върху дъска или плоскост от друг материал. На нея са представяни Христос, Богородица, апостолите, светците, а така също събития от Стария и Новия завет.